# Îles Dejnev
Les îles Dejnev (en russe Острова Дежнёва) sont deux îles russes du groupe des îles Vostotchnye faisant elles-mêmes parties de l'archipel Nordenskiöld. Elles se trouvent dans la mer de Kara. 

## Géographie

### Situation
Les îles sont situées à l'ouest de l'île Matros.

## Protection
Comme le reste de l’archipel, elle fait partie de la réserve naturelle du Grand Arctique depuis 1993.

## Sources